# Come diventare grandi nonostante i genitori
Come diventare grandi nonostante i genitori è un film del 2016 diretto da Luca Lucini.
La pellicola, basata sulla serie di Disney Channel Alex & Co., è stata prodotta da The Walt Disney Company Italia e 3Zero2.

## Trama
La decisione della preside Silvia Ruffini di non aderire al concorso scolastico nazionale per il gruppo musicale "Alex & Co." (composto da Alex Leoni, Nicole De Ponte, Emma Ferrari, Christian Alessi, Samuele "Sam" Costa e Davide Aiello), sarà un colpo traumatico per loro, data la loro passione sfrenata per la musica. Inizialmente i genitori prenderanno le difese dei propri figli, ma poi la preside deciderà di raddoppiare i compiti a casa. Contro genitori e preside, i ragazzi decidono di iscriversi al concorso musicale. La sfida sembra impossibile e invece porterà i ragazzi a crescere in modo sorprendente.

## Produzione
Il 2 dicembre 2015 è stata annunciata l'uscita, prevista per settembre 2016, di un film basato sulla serie di Disney Channel Alex & Co.
Il 31 marzo 2016 The Walt Disney Company Italia ha annunciato che la pellicola sarebbe stata diretta da Luis Prieto e avrebbe visto come sceneggiatore Gennaro Nunziante, mentre la data di rilascio è stata posticipata al 24 novembre 2016.
Il 21 ottobre 2016 è stato annunciato che Luis Prieto era stato sostituito da Luca Lucini e che il film avrebbe avuto il titolo di Come diventare grandi nonostante i genitori.

## Colonna sonora
Le canzoni del film The Strawberry Place e I Can See the Stars sono incluse nell'album Welcome to Your Show.

## Promozione
Il primo teaser trailer è stato distribuito il 21 ottobre 2016, mentre il trailer ufficiale è stato distribuito il 10 novembre 2016.

## Distribuzione
Il film è stato distribuito nelle sale italiane il 24 novembre 2016, mentre Il DVD è stato distribuito il 15 marzo 2017.
Negli Stati Uniti la pellicola è stata presentata il 21 febbraio 2017 al Festival del cinema italiano di Los Angeles, mentre nei Paesi in cui va in onda Alex & Co., il film è andato in onda sulle versioni locali di Disney Channel nel corso del 2017 e 2018.
Ha incassato 1,9 milioni di euro. In altri paesi, compresi gli Stati Uniti, non è uscito al cinema.